# Isabel Sofia de Saxe-Altemburgo
Isabel Sofia de Saxe-Altemburgo (10 de outubro de 1619 - 20 de dezembro de 1680) foi uma princesa de Saxe-Altemburgo e, por casamento, duquesa de Saxe-Gota. Era a única filha de João Filipe, Duque de Saxe-Altemburgo e de Isabel de Brunsvique-Volfembutel, Duquesa de Saxe-Altemburgo.

## Vida
Isabel Sofia casou-se em Altemburgo com o seu parente, Ernesto I, Duque de Saxe-Gota, no dia 24 de outubro de 1636. O seu dote incluía 20 000 florins que foram penhorados pela cidade de Roßla. Como garantia de viuvez, a noiva recebeu as cidades de Kapellendorf e Berka com o chamado Gartenhaus em Weimar.
Uma vez que, segundo as leis da Casa de Saxe-Altemburgo, as mulheres eram excluídas da herança, quando o seu pai morreu dois anos depois, a 1 de abril de 1639, foi sucedido pelo seu irmão, o duque Frederico Guilherme II.
Quando o seu primo, o duque Frederico Guilherme III, morreu sem deixar descendentes em 1672, Isabel Sofia tornou-se herdeira de todos os ramos da família de Saxe-Altemburgo, tendo por base o testamento do pai. Uma vez que a justiça acabou por reconhecer que a lei sálica não impede um agnado de deixar as suas posses em testamento a qualquer agnado da casa que deseje tornar seu herdeiro, excluindo assim outros; e se esses agnados favorecidos forem genros ou netos maternos, tal não é proibido de forma alguma.
Ernesto I de Saxe-Gota reclamou toda a sucessão de Saxe-Altemburgo, alegando ser o parente masculino mais próximo do duque bem como os direitos da sua esposa. Contudo, o outro ramo da família, os duques de Saxe-Weimar, não aceitaram este testamento, dando início a uma disputa pela sucessão.
Finalmente, os filhos de Isabel Sofia e Ernesto receberam a maior parte da herdança de Saxe-Altemburgo, mas uma parte (um quarto do ducado original) passou para o ramo de Saxe-Weimar. Assim, criou-se a linha ernestina de Saxe-Gota-Altemburgo que existiu até 1825.
Quando o duque Ernesto I morreu em 1675, os seus muitos filhos dividiram a herança (cinco oitavos de todos os ducados ernestinos em sete partes: Gota-Altemburgo, Coburgo, Meiningen, Römhild, Eisenberg, Hildburghausen e Saalfeld. Destes, Coburgo, Römhild e Eisenberg duraram apenas uma geração e os seus territórios foram divididos entre as quatro linhas que continuaram.
Destes quatro ducados, apenas dois ramos sobreviveram até aos dias de hoje: Meiningen e Saalfeld, que posteriormente se tornou a Casa de Saxe-Coburgo-Gota. Através do ramo Saalfeld, Isabel Sofia é uma antepassada directa da família real britânica.
Após a morte do marido, Isabel Sofia trocou as cidades que lhe tinham sido entregues originalmente na garantia de viuvez no tratado de casamento pelas cidades de Reinhardsbrunn e Tenneberg. Com o nome de "a Casta", pertencia à Sociedade Virtuosa.

## Descendência
Ernesto e Isabel tiveram dezoito filhos:
1. João Ernesto de Saxe-Gota (18 de setembro de 1638 – 27 de novembro de 1638), morreu com um mês de idade.
2. Isabel Doroteia de Saxe-Gota-Altemburgo (8 de janeiro de 1640 – 24 de agosto de 1709), casada com o landegrave Luís VI, Conde de Hesse-Darmstadt; com descendência.
3. João Ernesto de Saxe-Gota-Altemburgo (16 de maio de 1641 – 31 de dezembro de 1657), morreu de varíola aos dezasseis anos de idade.
4. Cristiano de Saxe-Gota-Altemburgo (nascido e morto a 23 de fevereiro de 1642).
5. Sofia de Saxe-Gota-Altemburgo (21 de fevereiro de 1643 – 14 de dezembro de 1657), morreu de varíola aos catorze anos de idade.
6. Joana de Saxe-Gota-Altemburgo (14 de fevereiro de 1645 – 7 de dezembro de 1657), morreu, possivelmente de varíola, aos doze anos de idade.
7. Frederico I, Duque de Saxe-Gota-Altemburgo (15 de julho de 1646 – 2 de agosto de 1691), casado primeiro com a duquesa Madalena Sibila de Saxe-Weissenfels; com descendência. Casado depois com Cristina de Baden-Durlach; sem descendência.
8. Alberto V, Duque de Saxe-Coburgo (24 de maio de 1648 – 6 de agosto de 1699), casado primeiro com a duquesa Maria Isabel de Brunsvique-Volfembutel; com descendência. Casado depois com Susana Isabel Kempinsky; sem descendência.
9. Bernardo I, Duque de Saxe-Meiningen (10 de setembro de 1649 – 27 de abril de 1706), casado primeiro com Maria Edviges de Hesse-Darmstadt; com descendência. Casado depois com Isabel Leonor de Brunswick-Wolfenbüttel; com descendência.
10. Henrique de Saxe-Römhild (19 de novembro de 1650 – 13 de maio de 1710), casado com Maria Isabel de Hesse-Darmstadt; sem descendência.
11. Cristiano de Saxe-Eisenberg (6 de janeiro de 1653 – 28 de abril de 1707), casado com Cristiana de Saxe-Merseburgo; com descendência. Casado depois com Sofia Maria de Hesse-Darmstadt; sem descendência.
12. Doroteia Maria de Saxe-Gota-Altemburgo (12 de fevereiro de 1654 – 17 de junho de 1682), morreu aos vinte-e-oito anos solteira e sem descendência.
13. Ernesto, Duque de Saxe-Hildburghausen (12 de junho de 1655 – 17 de outubro de 1715), casado com Sofia de Waldeck; com descendência.
14. João Filipe de Saxe-Gota-Altemburgo (1 de março de 1657 – 19 de maio de 1657), morreu aos dois meses de idade, possivelmente de varíola.
15. João Ernesto IV, Duque de Saxe-Coburgo-Saalfeld (22 de agosto de 1658 – 17 de fevereiro de 1729), casado com Sofia Edviges de Saxe-Merseburgo; com descendência. Casado depois com Carlota Joana de Waldeck-Wildungen; com descendência.
16. Joana Isabel de Saxe-Gota-Altemburgo (2 de setembro de 1660 – 18 de dezembro de 1660), morreu aos três meses de idade.
17. João Filipe de Saxe-Gota-Altemburgo (16 de novembro de 1661 – 13 de março de 1662), morreu aos quatro meses de idade.
18. Sofia Isabel de Saxe-Gota-Altemburgo (19 de maio de 1663 – 23 de maio de 1663), morreu com quatro dias de idade.

## Genealogia
| Isabel Sofia de Saxe-Altemburgo | Pai: João Filipe, Duque de Saxe-Altemburgo | Avô paterno: Frederico Guilherme I, Duque de Saxe-Weimar   | Bisavô paterno: João Guilherme, Duque de Saxe-Weimar   |
| Isabel Sofia de Saxe-Altemburgo | Pai: João Filipe, Duque de Saxe-Altemburgo | Avô paterno: Frederico Guilherme I, Duque de Saxe-Weimar   | Bisavó paterna: Doroteia Susana do Palatinado-Simmern  |
| Isabel Sofia de Saxe-Altemburgo | Pai: João Filipe, Duque de Saxe-Altemburgo | Avó paterna: Ana Maria do Palatinado-Neuburgo              | Bisavô paterno: Filipe Luís do Palatinado-Neuburgo     |
| Isabel Sofia de Saxe-Altemburgo | Pai: João Filipe, Duque de Saxe-Altemburgo | Avó paterna: Ana Maria do Palatinado-Neuburgo              | Bisavó paterna: Ana de Cleves                          |
| Isabel Sofia de Saxe-Altemburgo | Mãe: Isabel de Brunswick-Wolfenbüttel      | Avô materno: Henrique Júlio, Duque de Brunsvique-Luneburgo | Bisavô materno: Júlio, Duque de Brunsvique-Volfembutel |
| Isabel Sofia de Saxe-Altemburgo | Mãe: Isabel de Brunswick-Wolfenbüttel      | Avô materno: Henrique Júlio, Duque de Brunsvique-Luneburgo | Bisavó materna: Edviges de Brandemburgo                |
| Isabel Sofia de Saxe-Altemburgo | Mãe: Isabel de Brunswick-Wolfenbüttel      | Avó materna: Isabel da Dinamarca                           | Bisavô materno: Frederico II da Dinamarca              |
| Isabel Sofia de Saxe-Altemburgo | Mãe: Isabel de Brunswick-Wolfenbüttel      | Avó materna: Isabel da Dinamarca                           | Bisavó materna: Sofia de Mecklemburgo-Güstrow          |